# Coscaronia propinqua
Coscaronia propinqua là một loài ruồi trong họ Tachinidae.